# Cerro León
Cerro León är en ort i Mexiko.   Den ligger i kommunen San Pedro Quiatoni och delstaten Oaxaca, i den sydöstra delen av landet, 400 km sydost om huvudstaden Mexico City. Cerro León ligger 1 762 meter över havet och antalet invånare är 141.
Terrängen runt Cerro León är kuperad åt nordväst, men åt sydost är den bergig. Runt Cerro León är det glesbefolkat, med 11 invånare per kvadratkilometer. Närmaste större samhälle är San Pedro Quiatoni, 9,3 km sydost om Cerro León. I omgivningarna runt Cerro León växer i huvudsak blandskog.